# Chioides ixion
Chioides ixion is een vlinder uit de familie van de dikkopjes (Hesperiidae). De wetenschappelijke naam van de soort is voor het eerst geldig gepubliceerd in 1881 door Carl Plötz.